# Problema di Procuste ortogonale
Il problema di Procuste ortogonale è un problema di approssimazione matriciale che consiste nel trovare la migliore trasformazione ortogonale tra due insiemi di elementi in uno spazio vettoriale. Nella sua formulazione classica, date due matrici {\displaystyle A} e {\displaystyle B} a valori reali di dimensione {\displaystyle n\times m}, il problema consiste nel trovare una matrice ortogonale {\displaystyle \Omega } che, quando applicata ad {\displaystyle A}, meglio approssimi {\displaystyle B}, minimizzando il residuo nel seguente problema
{\displaystyle R=\arg \min _{\Omega }\|\Omega A-B\|_{F}}
dove {\displaystyle \Omega ^{T}\Omega =I} (condizione di ortogonalità) e {\displaystyle \|\cdot \|_{F}} denota la norma di Frobenius.
Il problema ortogonale di Procuste è correlato al problema di Wahba, con la differenza che nel problema di Procuste tutte le osservazioni hanno pesi identici, e nel problema di Wahba la soluzione deve soddisfare un vincolo più stringente (richiedendo una matrice di rotazione, ovvero tale che {\displaystyle \det(\Omega )=1}, mentre il problema di Procuste richiede una matrice ortogonale, ovvero tale che {\displaystyle |\det(\Omega )|=1}).
Il nome deriva da Procuste, bandito della mitologia greca che, secondo la leggenda, deformava le sue vittime per uguagliare la dimensione di un letto di ferro, in riferimento all'uso dell'analisi di Procuste per trovare trasformazioni che "deformino" uno spazio per avvicinarsi il più possibile ad un altro spazio.

## Soluzione
La soluzione al problema è stata presentata nel 1964 da Peter Schönemann nella sua tesi dottorale e successivamente pubblicata in un articolo.
Il problema consiste nel trovare la matrice ortogonale {\displaystyle R} che meglio approssimi {\displaystyle M=BA^{T}}
{\displaystyle \min _{R}\|R-M\|_{F}}
soggetto al vincolo {\displaystyle R^{T}R=I}. La matrice {\displaystyle R} può essere determinata tramite decomposizione ai valori singolari di {\displaystyle M} (con valori singolari non negativi in {\displaystyle \Sigma })
{\displaystyle M=U\Sigma V^{T}}
e costruendo {\displaystyle R} come
{\displaystyle R=UV^{T}.}

## Generalizzazioni e casi particolari
Esistono diversi problemi correlati al problema di Procuste ortogonale classico. Una generalizzazione consiste nel cercare una matrice tale che le colonne siano vettori ortogonali, ma non ortonormali.
Un altro problema consiste nel cercare una matrice di rotazione (ovvero una matrice del gruppo ortogonale speciale). Usando la decomposizione {\displaystyle M=U\Sigma V^{T}}, si può scrivere
{\displaystyle R=U\Sigma 'V^{T},\,\!}
dove {\displaystyle \Sigma '\,\!} è una versione modificata di {\displaystyle \Sigma \,\!} con il più piccolo dei valori singolari rimpiazzato da {\displaystyle \det(UV^{T})} (che ha valore +1 o -1) e gli altri valori singolari rimpiazzati da 1, in modo che {\displaystyle R} abbia determinante positivo.